# ヨヌツ・ウルス
ヨヌツ・ウルス（Ionuț Ursu 、1989年3月21日 - ）は、ルーマニア・バカウ出身のプロサッカー選手。リーガ3・FCチェアラゥル・ピアトラ・ネアムツ所属。ポジションは、ディフェンダー（センターバック）。

## クラブ歴
2013年7月21日、リーガIのCFRクルジュ戦にスタメン出場でプロデビューを果たした。

## タイトル
FCMバカウ
- リーガIII: 2010-11

FCボトシャニ
- リーガII: 2012-13